# السد (المتن)
السد هي إحدى القرى اللبنانية من قرى قضاء المتن في محافظة جبل لبنان.